# Circonscription de Kunama Special
Pour les articles homonymes, voir Kunama.
La circonscription de Kunama Special est une des 38 circonscriptions législatives de l'État fédéré du Tigré, elle se situe dans la Zone nord-ouest. Son représentant actuel est Girmay Shedi Kirbit.